# Adlershof
Adlershof es un barrio de Berlín situado en el distrito de Treptow-Köpenick también conocido como "Ciudad de la Ciencia, Tecnología y comunicaciones"; ya que alberga un parque tecnológico con el mismo nombre, Adlershof. Dicho parque tecnológico fue creado a partir del año 1991. Actualmente cuenta con más de 600 nuevas empresas, en las que trabajan aproximadamente 10 000 personas y se encuentra entre los 15 parques científicos y tecnológicos más grandes del mundo. En Adlershof tuvo lugar el primer despegue del primer avión a principios del siglo XX.